# Hans Hauge
 Ikke at forveksle med Hans Nielsen Hauge.
Hans Hauge (født 1947 i Ølgod) er en dansk lektor emeritus ved Institut for Kommunikation og kultur, Nordisk Sprog og Litteratur, Aarhus Universitet, forfatter, samfundsdebattør.
Han er forfatter til en lang række bøger om teologi, filosofi, litteratur mv.
Hauge blev dr.phil. på en afhandling om K.E. Løgstrup. Han er desuden kommentator ved flere dagblade, herunder Berlingske samt far til sognepræst Nana Hauge.

## Tidligt liv
Hauge er opvokset i Hirtshals og gik på gymnasiet i Hjørring, hvor han fattede interesse for eksistentialismen, Camus, Sartre og Simone de Beauvoir samt Søren Kierkegaard og Johannes Sløk.

## Udvalgte værker
- Dekonstruktiv teologi, 1986
- K.E. Løgstrup, En moderne Profet, 1992
- Den litterære vending, 1995
- Liv og litteratur i risikosamfundet, 1999
- Hytten og hæfterne, 2019